# 繁花薯豆
繁花薯豆（学名：Elaeocarpus multiflorus）为杜英科杜英屬下的一个种。其种加词“multiflorus ”意为“多花的”。